# Rockfeldalm
Die Rockfeldalm (auch Rockfeld-Alm, Rockfeld-Alpe und Rockfeldalpen) ist eine Alm in der Marktgemeinde Bad Hofgastein im österreichischen Bundesland Salzburg.

## Lage und Charakteristik

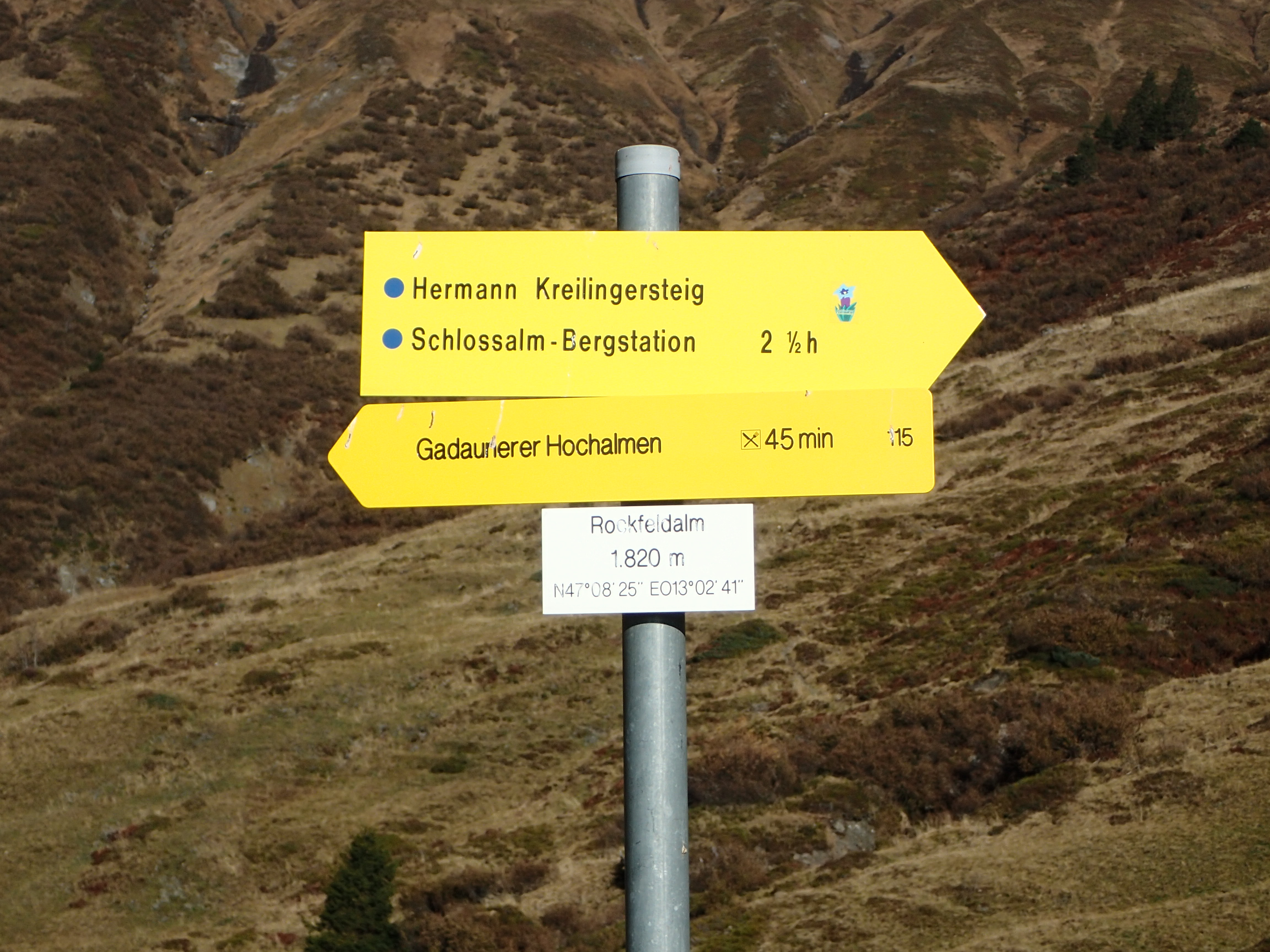
Wanderwegweiser auf der Rockfeldalm

Die Rockfeldalm liegt an den südlichen Hängen des Lungkogels in der Goldberggruppe. Sie befindet sich in der Ortschaft Anger und in der Katastralgemeinde Vorderschneeberg. Sie ist dem Gut Simalipp in Kreuzbichl zugehörig. Das Gelände fällt Richtung Süden zum Lafenbach ab, einem linksseitigen Nebenbach des Angerbachs. An den Rändern der Alm und teilweise auf dem Areal eingestreut wächst Grünerlen-Buschwald. Etwas weiter östlich gedeiht ein kleiner Fichtenwald.
Auf der Rockfeldalm werden im Sommer Rinder gehalten und Käse hergestellt. Eine Almhütte steht auf einer Höhe von 1822 m ü. A. Sie wird witterungsabhängig von Mitte Juni bis Mitte September als Jausenstation betrieben. Es werden Produkte aus eigener Erzeugung verkauft. Hier gibt es eine Stempelstelle für Wandernadeln des Österreichischen Alpenvereins. Über die Rockfeldalm verläuft der Weitwanderweg Salzburger Almenweg. Von der Alm auf die Türchlwand führt der Hermann-Kreilinger-Steig. Dieser ist nach dem Gendarmen und Obmann der Sektion Bad Hofgastein des Österreichischen Alpenvereins Hermann Kreilinger benannt. Die Gamswild-Ruhezone Rockfeldalm nördlich der Almhütte darf von 1. Dezember bis 31. Mai nicht betreten werden.

## Geschichte
Im von 1823 bis 1830 erstellten Franziszeischen Kataster ist die Alm als Rockfeld Alpe mit mehreren Gebäuden verzeichnet.